# Sent Anhet
Sent Anhet (en francès Saint-Agnet) és un municipi francès situat al departament de les Landes i a la regió de la Nova Aquitània.

## Demografia
| 1962                                       | 1968 | 1975 | 1982 | 1990 | 1999 | 2007 |
| ------------------------------------------ | ---- | ---- | ---- | ---- | ---- | ---- |
| 164                                        | 177  | 173  | 181  | 190  | 188  | 190  |
| Des de 1962: població sense dobles comptes |      |      |      |      |      |      |

## Administració
| Període   | Identitat         | Partit |
| --------- | ----------------- | ------ |
| 2001-2008 | Jean Barros       |        |
| 2008-     | Jean-Paul Doreilh |        |